# Sommer-Paralympics 1960/Teilnehmer (Schweiz)
| stlisierte Goldmedaille | stlisierte Silbermedaille | stlisierte Bronzemedaille |
| ----------------------- | ------------------------- | ------------------------- |
| 1                       | 3                         | —                         |

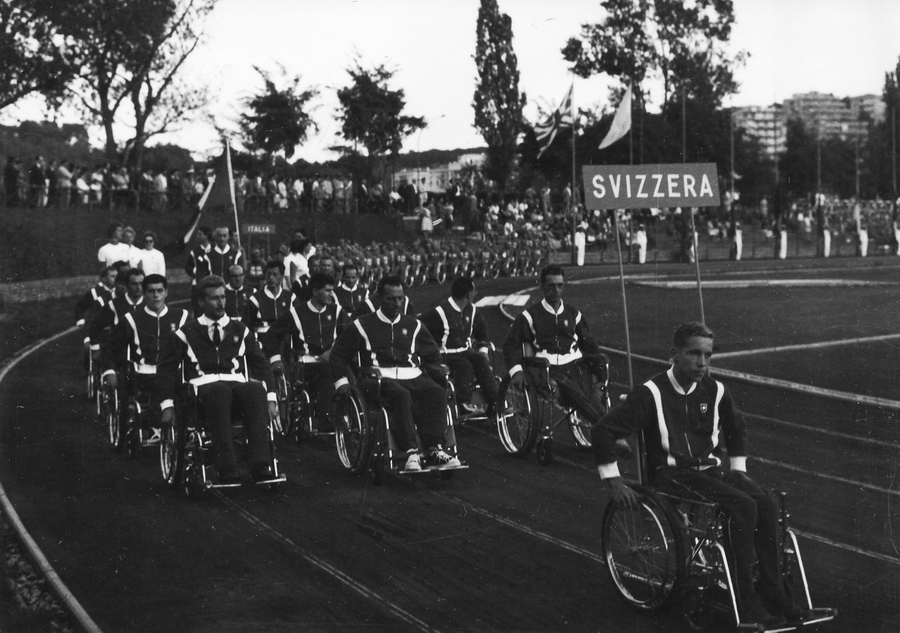
Schweiz im Rom 1960

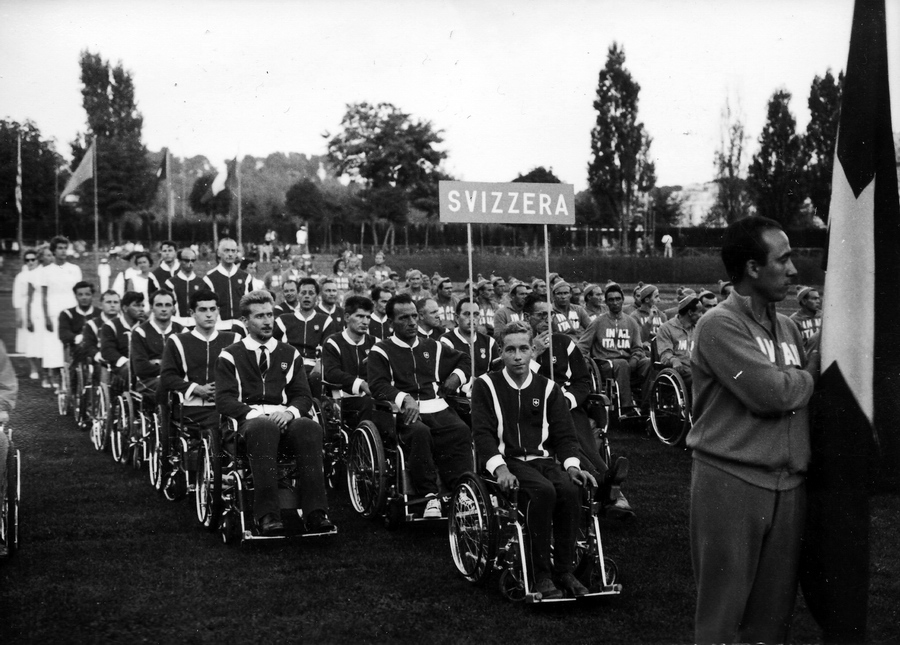
Schweiz im Rom 1960

Die Schweiz nahm mit 6 Athleten an den Sommer-Paralympics 1960 im italienischen Rom teil.

## Medaillen

### Medaillenspiegel
| Rang   | Sportart       | G | S | B | Gesamt |
| ------ | -------------- | - | - | - | ------ |
| 1      | Schwimmen      | 1 | 1 | - | 2      |
| 2      | Leichtathletik | - | 2 | - | 2      |
| Gesamt | Gesamt         | 1 | 3 | - | 4      |

### Medaillengewinner
| Name/n        | Sportart       | Wettkampf             |
| ------------- | -------------- | --------------------- |
| Gold          |                |                       |
| Denis Favre   | Schwimmen      | 50 m Kraulen Klasse 5 |
| Silber        |                |                       |
| Denis Favre   | Leichtathletik | Kugelstossen C        |
| Denis Favre   | Leichtathletik | Speerwurf C           |
| Simone Knusli | Schwimmen      | 25 m Brust Klasse 2   |

## Teilnehmer nach Sportarten

### Leichtathletik
| Athleten    | Wettbewerbe    | Weite   | Rang   |
| ----------- | -------------- | ------- | ------ |
| Männer      |                |         |        |
| Denis Favre | Kugelstossen C | 8,05 m  | Silber |
| Denis Favre | Speerwurf C    | 21,71 m | Silber |

### Rollstuhlbasketball
| Wettbewerb                     | Männer Klasse B                                         |
| ------------------------------ | ------------------------------------------------------- |
| Athleten                       | Carrel Denis Favre Monneron Eugene Python Arthur Studer |
| Vorrunde Gruppe B              | Malta 17:5 Frankreich 16:15 Niederlande 9:28            |
| Platzierungsrunde Plätze 4 – 6 | Italien 4:22 Australien 9:14                            |
| Platzierung                    | 6. Platz                                                |

### Schwimmen
| Athleten      | Wettbewerbe           | Zeit    | Rang   |
| ------------- | --------------------- | ------- | ------ |
| Frauen        |                       |         |        |
| Simone Knusli | 25 m Brust Klasse 2   | 49,70 s | Silber |
| Männer        |                       |         |        |
| Denis Favre   | 50 m Kraulen Klasse 5 | 37,90 s | Gold   |